# دختر ایرونی
دختر ایرونی فیلمی به کارگردانی محمدحسین لطیفی و با بازی هدیه تهرانی و امین حیایی که محصول سال ۱۳۸۱ است.

## خلاصه داستان
فیلم دربارهٔ پسری پولدار است که عاشق دختری می‌شود و خود را به عنوان پسری فقیر در کارگاه آن دختر جا می‌زند.

## بازیگران
- هدیه تهرانی
- امین حیایی
- گرشا رئوفی
- آفرین عبیسی
- جلال‌الدین صمیمی‌فر
- محمد ابهری
- بهناز محرر
- لیدا عباسی